# François II d'Espinay de Saint-Luc
Pour les autres membres de la famille, voir Maison d'Espinay Saint-Luc.
François II d'Espinay, dit marquis de Saint-Luc (par courtoisie), né en 1603 ou 1608, mort en 1670, est un officier, gouverneur de place puis lieutenant général.

## Biographie
Issu d'une ancienne famille normande, François d'Espinay est le fils de Timoléon d'Espinay Saint-Luc, comte d'Etelan, seigneur châtelain de Gaillefontaine, et d'Henriette de Bassompierre, sa première épouse. Il est le petit-fils de François Ier d'Espinay Saint Luc, grand-maître de l'artillerie, le neveu de François de Bassompierre, maréchal de France. 
Homme de guerre loyal à la régence, il devient en 1644 lieutenant général au gouvernement de Guyenne. Il est ensuite gouverneur de Montauban.
François d'Espinay Saint-Luc est nommé lieutenant général en 1651. À Caudecoste, près d'Agen, Saint-Luc pense surprendre Condé dans ses campements ; mais celui-ci, prévenu, s'en est retiré. Il renvoie des prisonniers à Saint-Luc qui n'ont rien de plus à dire que « Condé est là en personne ». À la première charge de Condé, Saint-Luc se retire aussitôt. Retz commente : « Condé les renversa moins par le choc de ses armes que par le bruit de son nom. »
Il devient ensuite gouverneur du Périgord, et chevalier de l'Ordre du Saint-Esprit. Il est inhumé à Paris, au couvent des Célestins .

### Portrait
Saint-Simon : « C'était un homme de beaucoup d'esprit, fort du monde, et parfaitement ruiné. Sa femme, qui n'était rien, et dont le père s'appelait Lagrange-Trianon, avait été belle et galante, extrêmement du grand monde, et du plus recherché. » (c’est le portait de Buade Frontenac et non d’Espinay-Saint-Luc)  

### Mariage et descendance
Il épouse en 1643 Anne de Buade, fille d'Henri de Buade, comte de Palluau, dit "marquis" (par courtoisie) de Frontenac, gouverneur du château de Saint Germain en Laye, et d'Anne Phélypeaux. Elle est la sœur et belle-sœur de Louis de Buade de Frontenac et Anne de La Grange-Trianon. Il en a pour enfants :
- François III d'Espinay, dit "marquis" (par courtoisie) de Saint Luc, comte d'Etelan, seigneur châtelain de Gaillefontaine, seigneur de La Norville, guidon des gendarmes de la Garde du Roi, mort en 1694, marié en 1674 avec Marie de Pompadour, morte en 1723. Dont uniquement une fille ;
  - Marie Anne Henriette d'Espinay Saint-Luc, dame de Pompadour, Etelan, Gaillefontaine, morte en 1731, mariée en 1715 avec François Bertrand de Rochechouart, baron du Bâtiment (1676-1742), sans postérité [4]
- Louis d'Espinay Saint Luc, abbé de Saint Georges de Boscherville, aumônier du Roi, mort en 1684 ;
- Ne... d'Espinay Saint Luc, religieuse.

## Armoiries
| Figure | Nom et blasonnement |
|        | François II d'Espinay de Saint-Luc (mort en 1670), dit "marquis" (par courtoisie) de Saint-Luc, comte d'Estelan, chevalier du Saint-Esprit (31 décembre 1661), - ''D'argent, au chevron d'azur, semé de besants d'or. Couronnede marquis (par courtoisie); Autres ornements extérieurs de l'écucolliers de chevalier des Ordres du roi. |

## Page connexe
- Famille d'Espinay Saint-Luc